# Hendrick Goltzius

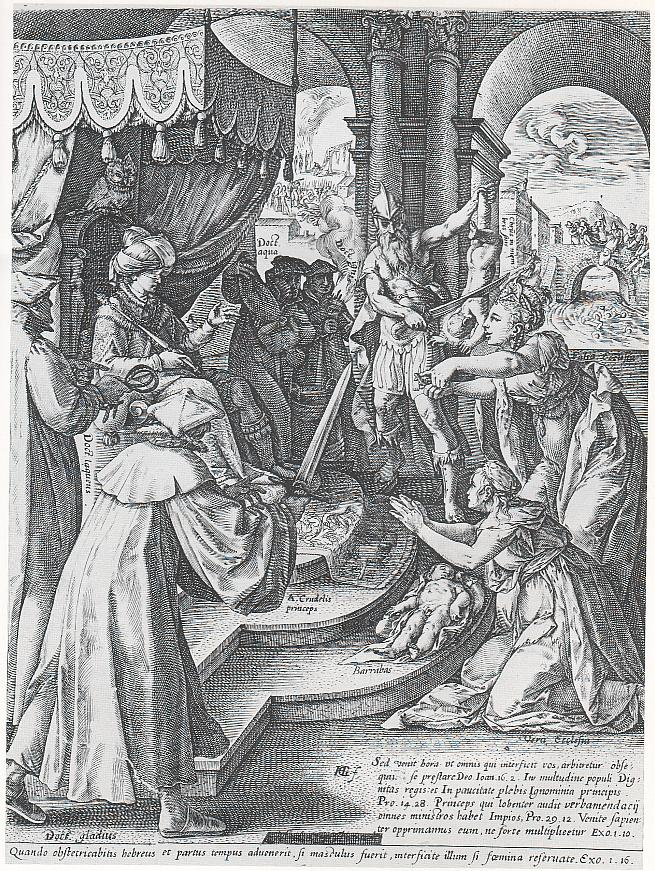
Salomo's Oordeel, ca. 1590.

Hendrick Goltzius (Bracht, Brüggen, 1558 – Haarlem, 1 januari 1617) was een uit het hertogdom Gulik afkomstige schilder, tekenaar, prentkunstenaar en uitgever.

## Levensloop

### Jeugd
Hij werd geboren in Mullbracht (nu Bracht-am-Niederrhein in de tegenwoordige Duitse gemeente Brüggen) niet ver van Venlo en Roermond. Toen hij drie jaar oud was verhuisde zijn familie naar Duisburg. In zijn prille jeugd werd zijn rechterhand zwaar verbrand, wat hem zijn leven lang moet gehinderd hebben bij zijn werk. Zijn eerste opleiding kreeg hij in het atelier van zijn vader Jan Golz II, een glasschilder. Vanaf 1574-75 werd hij leerling van de humanistische duizendpoot Dirck Volkertsz. Coornhert, die hij in 1577 naar Haarlem volgde. In 1579 trad hij in het huwelijk met Margaretha Jansdr, een weduwe, en vestigde zich definitief in Haarlem. Het huwelijk bleef kinderloos, maar zijn stiefzoon Jacob Matham zou later bij hem het vak leren.

### Vroege periode
In zijn eerste jaren als kunstenaar werkte hij als graveur voor de Antwerpse uitgever Philip Galle. In 1582 richtte hij zelf een  uitgeverij op om zijn eigen werk te publiceren en verzamelde al snel een aantal leerlingen rondom hem waaronder Jacques de Gheyn II, Jan Muller en zijn eigen stiefzoon Jacob Matham. In het begin van zijn loopbaan maakte hij gravures naar werken van andere kunstenaars, maar al spoedig ging hij over op eigen werk in de maniëristische stijl, die hij had leren kennen uit tekeningen van Bartholomeus Spranger, die zijn vriend Karel van Mander uit Vlaanderen had meegebracht toen die zich in 1583 in Haarlem vestigde. Hoewel Goltzius tussen 1585 en 1589 voornamelijk maniëristische gravures produceerde was dit slechts een fractie van zijn totale oeuvre van meer dan 500 tekeningen, 50 schilderijen en 160 gravures of reeksen van gravures.
Samen met Cornelis van Haarlem en Karel van Mander, twee andere maniëristen werkzaam in Haarlem, stichtte hij een soort academie "om nae 'tleven te studeren", zoals het bij Van Mander klinkt, maar hier is niet veel meer over geweten. Vermoedelijk was het een kleine studieclub waar naar naakte modellen werd getekend, wat toen eigenlijk verboden was. Zij wisselden daarbij tevens hun kunstopvattingen uit, met name over het maniërisme.

### Romereis

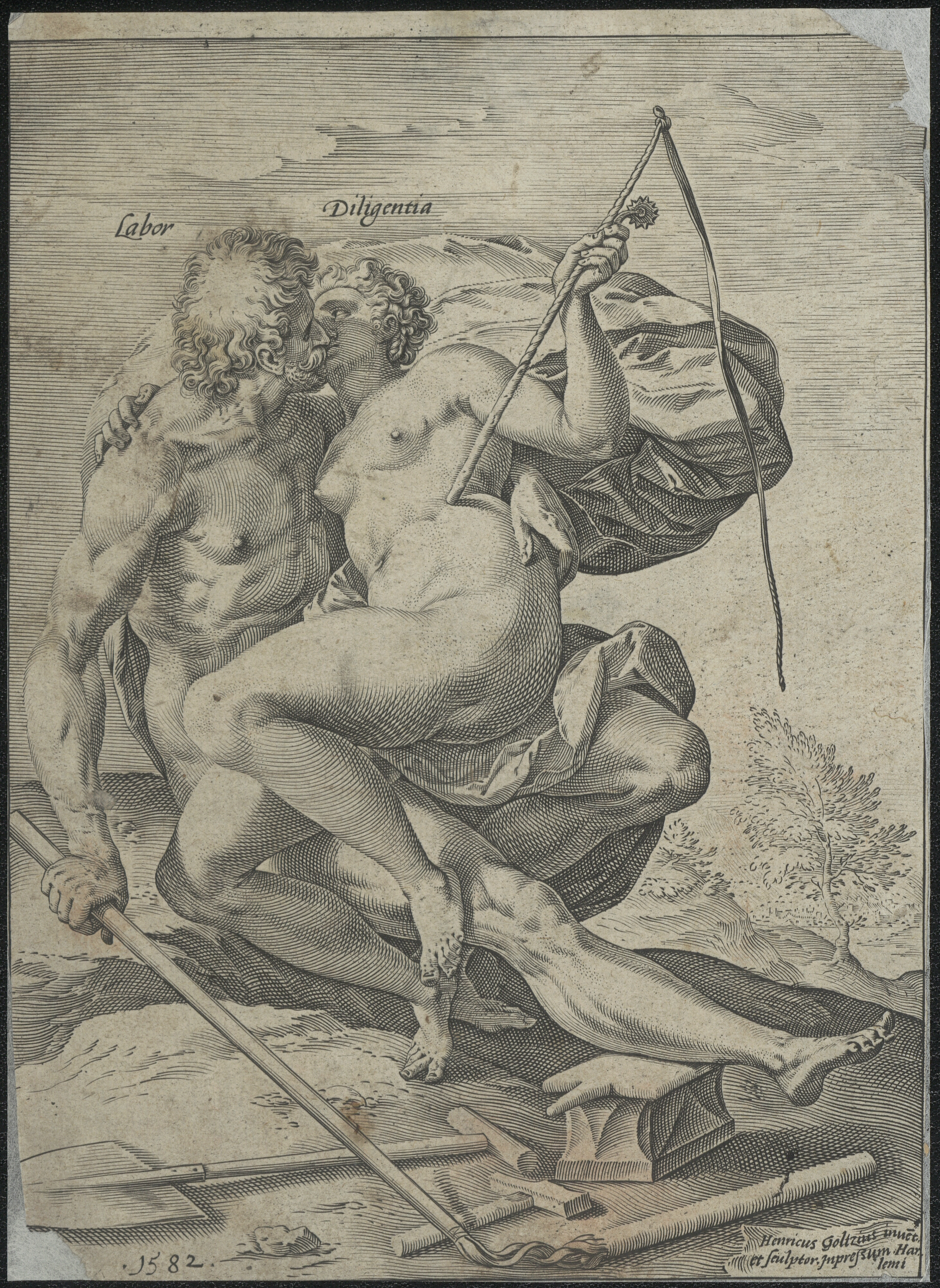
Prent die een allegorische voorstelling van de rijkdom en de vlijt weergeeft. Gemaakt door Hendrick Goltzius.

In 1590 reisde hij over Hamburg en München naar Italië om er in Rome de klassieke oudheid en de Italiaanse kunst te bestuderen. Onderweg had hij ook Venetië, Bologna en Florence bezocht. Hij maakte schetsen van antieke sculpturen en van kunstwerken van de grote Italiaanse meesters. Na zijn terugkeer in Haarlem in 1591 verwerkte hij zijn reisindrukken in prenten. Hij laat de maniëristische stijl meer en meer los en gaat meer klassiek werken op basis van de werken van Rafael, Michelangelo en Polidoro da Caravaggio waarmee hij in Italië had kennis gemaakt. Zijn uitgeverij, waar toen ook Jan Saenredam werkte,  had veel succes en was zeer productief zodat Goltzius' werk internationale erkenning kreeg. Hij was bekend bij vorstenhuizen over gans Europa. Een van zijn grote bewonderaars was Rudolf II, keizer van het Heilige Roomse Rijk. De graveur en uitvinder Cornelis Drebbel was omstreeks 1592 enige tijd in de leer bij hem en trouwde Goltzius' jongere zuster Sophia.
Rond 1600 produceerde Goltzius ook zijn 'pen-wercken' op grote bladen perkament of canvas dat was geprepareerd om er op te schilderen. Deze werken combineren de technieken van graveerkunst, de pentekening en het schilderen en horen bij het beste werk dat hij produceerde. Een mooi voorbeeld hiervan is zijn Sine Cerere et Baccho friget Venus' (Zonder Ceres en Bacchus zou Venus bevriezen)'.

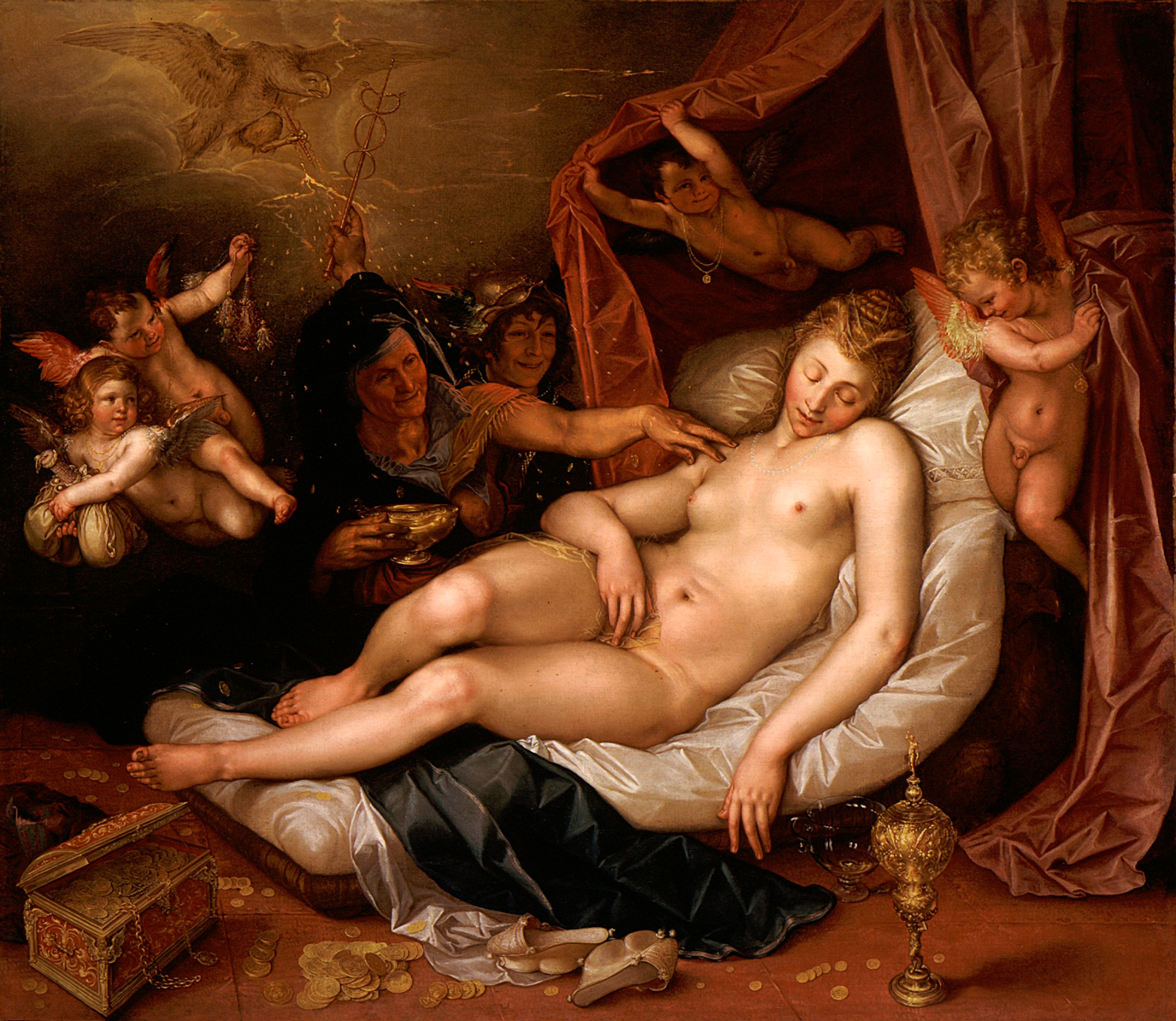
Hendrick Goltzius, Danaë, Los Angeles County Museum of Art.

### Schilder
Vanaf 1600 zette hij het graveerwerk aan de kant om zich volledig aan het schilderen te wijden. Het is goed mogelijk dat de aanzet hiervoor werd gegeven door Karel van Mander, die, als vele anderen, stelde dat de schilderkunst het hoogst bereikbare was van alle kunsten. Goltzius liet zich hierbij inspireren door het werk van Titiaan en van Rubens. Zijn mooiste werk is ongetwijfeld de Danaë die bewaard wordt in het Los Angeles County Museum of Art. Men kan dan ook rustig stellen dat hij aan de basis lag van het Hollands classicisme met zijn keuze voor mythologische onderwerpen en het veelvuldig naakt in zijn schilderijen. Het maniërisme blijft nog aanwezig in zijn voorliefde voor de anatomie, maar hij schildert mensen van vlees en bloed in normale houdingen, die pas door het onderwerp goden en helden worden.
Hendrick Goltzius was ook befaamd als portrettist, hij werd gevraagd door zeer uiteenlopende kringen gaande van de Antwerpse humanisten tot de Oranjes. Met zijn schilderwerk echter haalde hij nooit dezelfde artistieke toppen als met zijn werk op papier.
Hij stierf op nieuwjaarsdag van 1617.

## Werk
Omstreeks 1590 maakte hij de prent Salomo's Oordeel (zie afbeelding rechts). Deze prent lijkt Salomo's oordeel voor te stellen, maar is een allegorische aanklacht tegen de inquisitie. Filips II is afgebeeld als de Crudelis princeps, de wrede vorst, die omgeven wordt door slechte raadgevers (die de inquisitie voorstellen, Dr. Gladius (zwaard), Dr. Laqueus (touw), Dr. Aqua (it dilutes) en Dr. Ignis (vuur)) en een ware moeder, Vera Ecclesia, en een valse moeder, Falsa Ecclesia. Het dode kind op de trap stelt Barabbas voor.

## Galerij

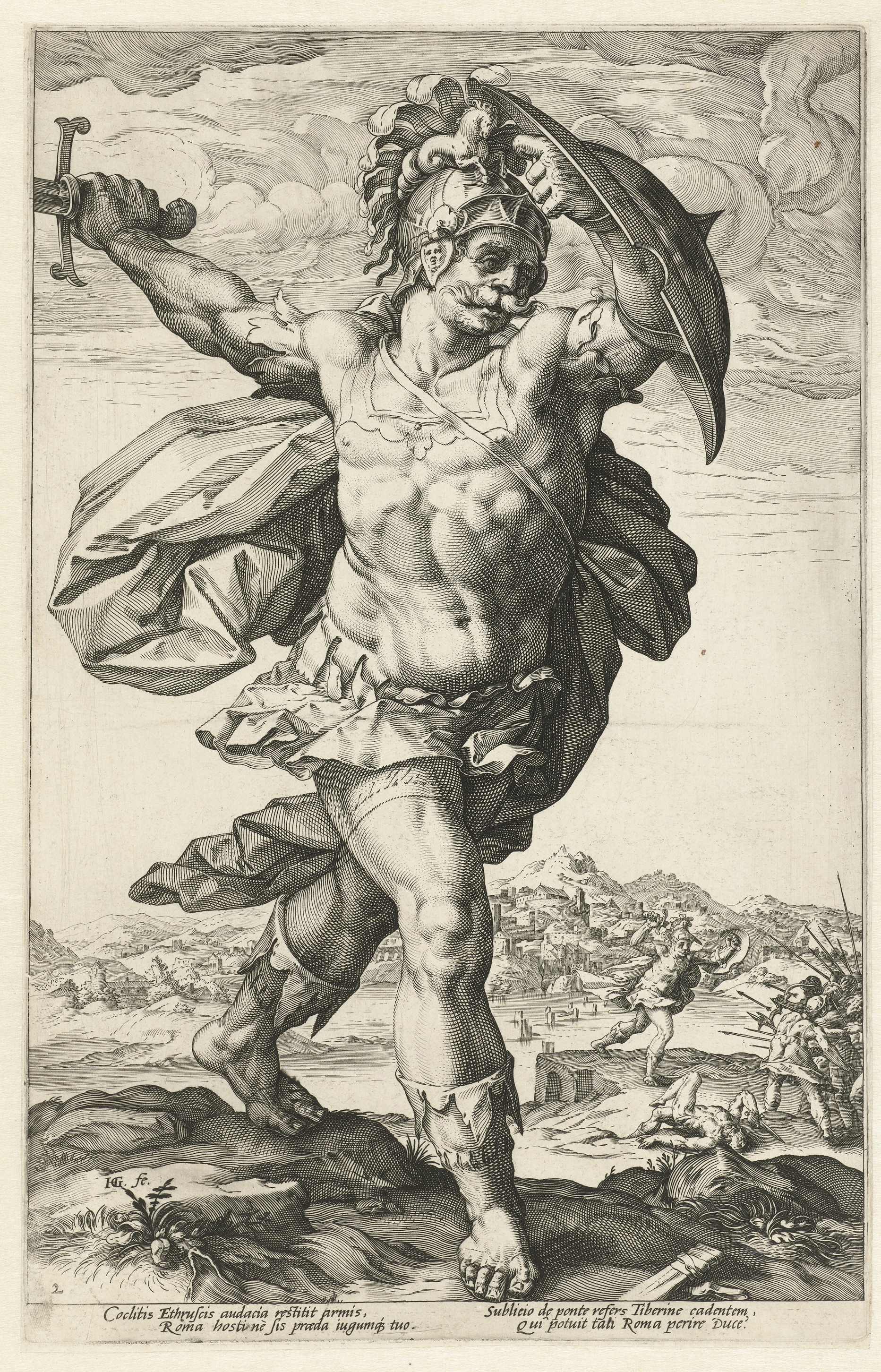
Horatius Cocles, 1586
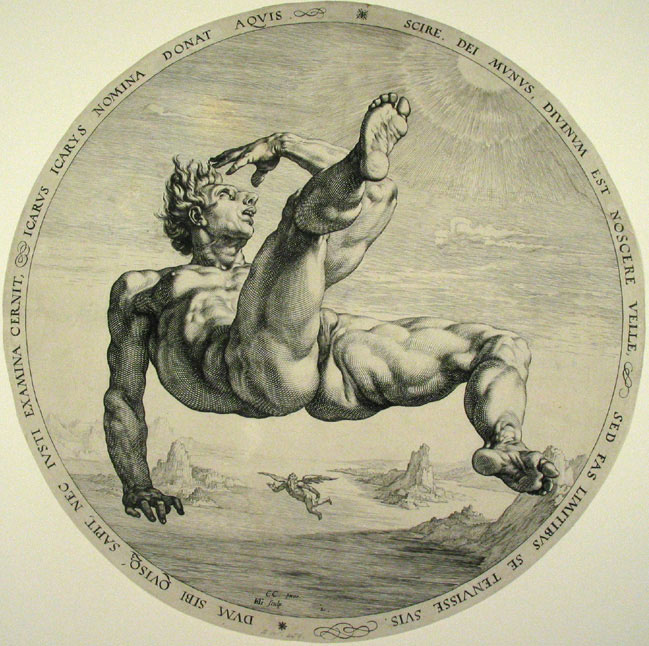
Icarus (1588)
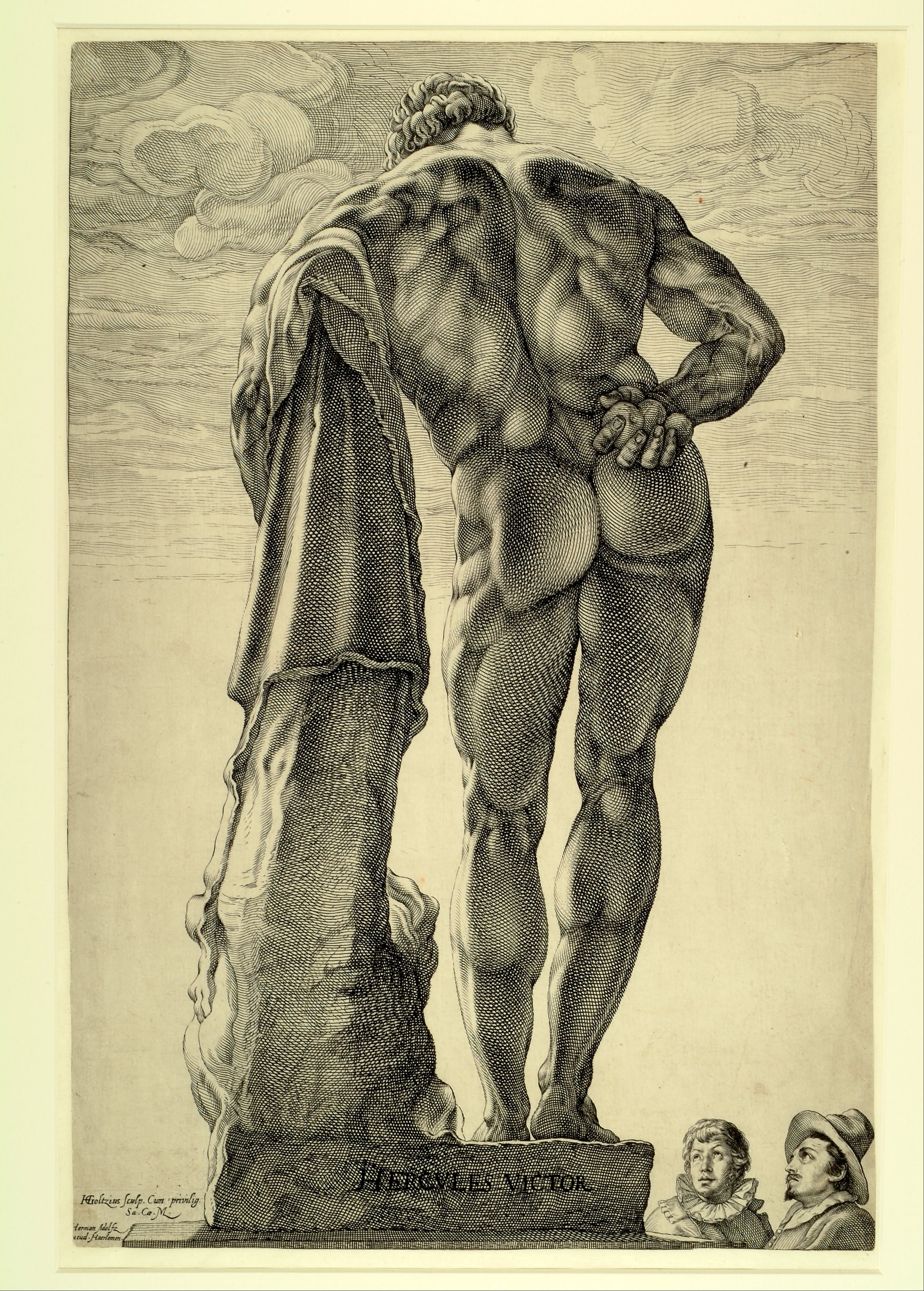
Farnese Hercules, ca. 1598
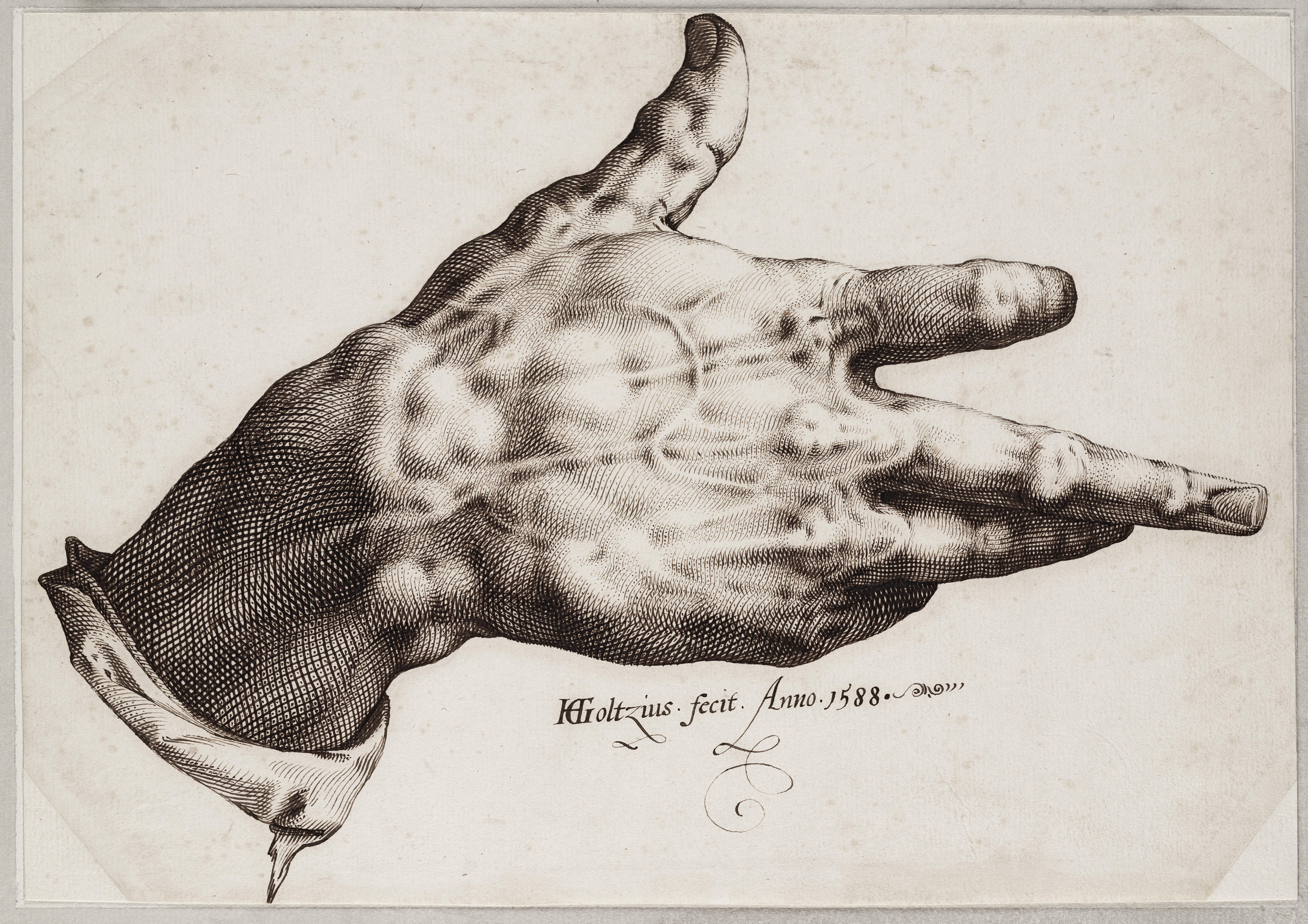
Goltzius rechterhand, Haarlem, Teylers Museum
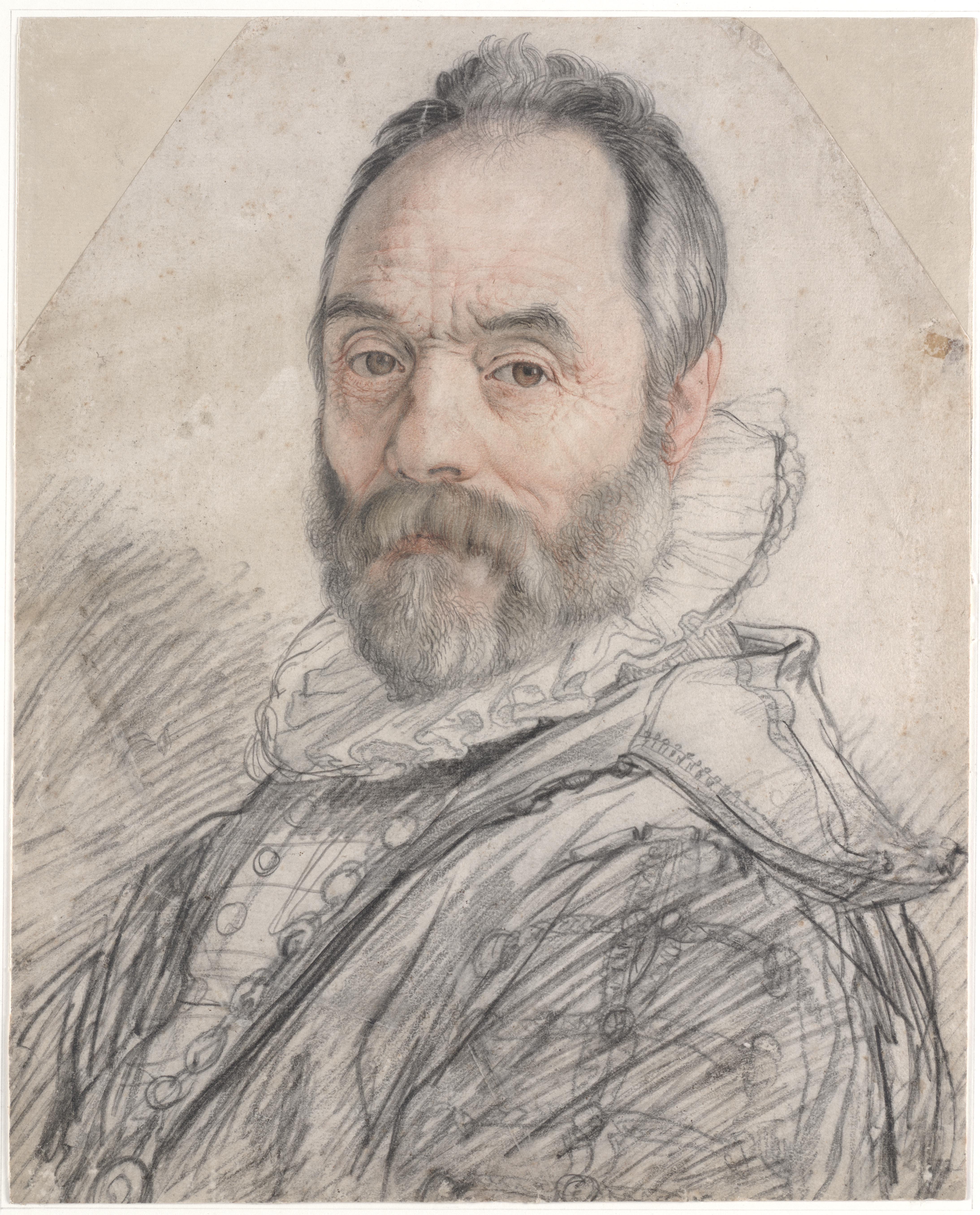
Portret van Giovanni da Bologna, Haarlem, Teylers Museum
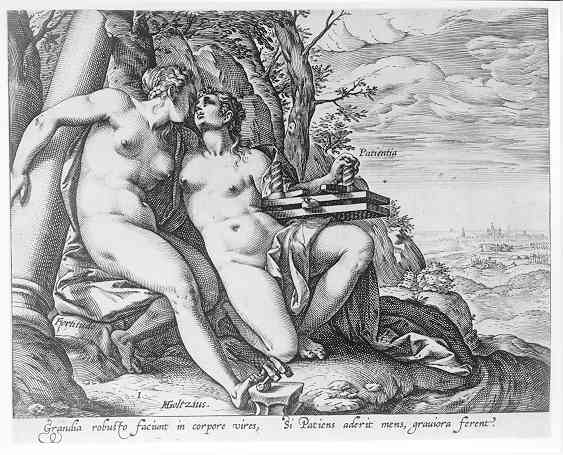
Fortitudo et patientia, (kracht en geduld)
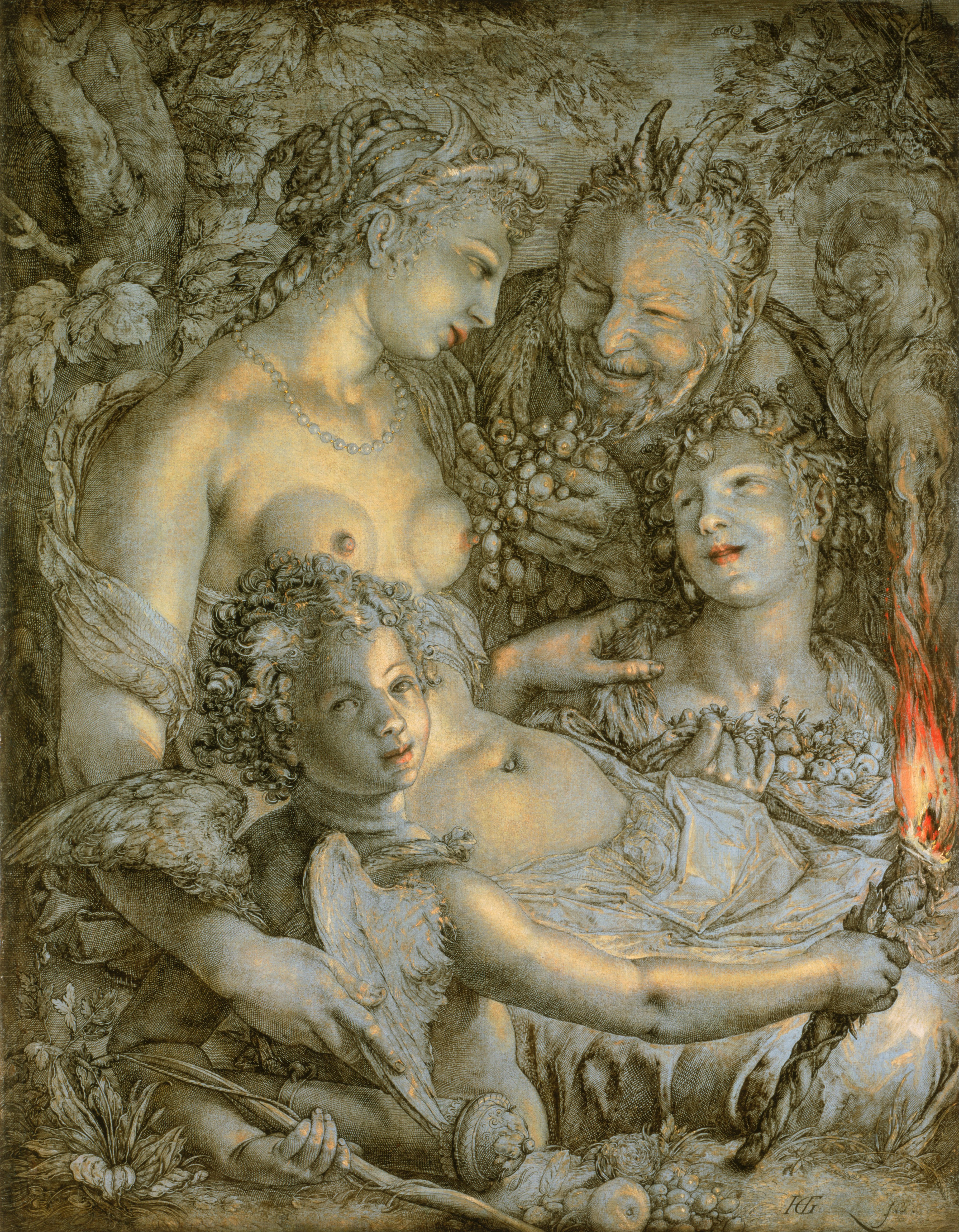
Sine Cerere et Libero friget Venus, (zonder Ceres en Bacchus bevriest Venus)
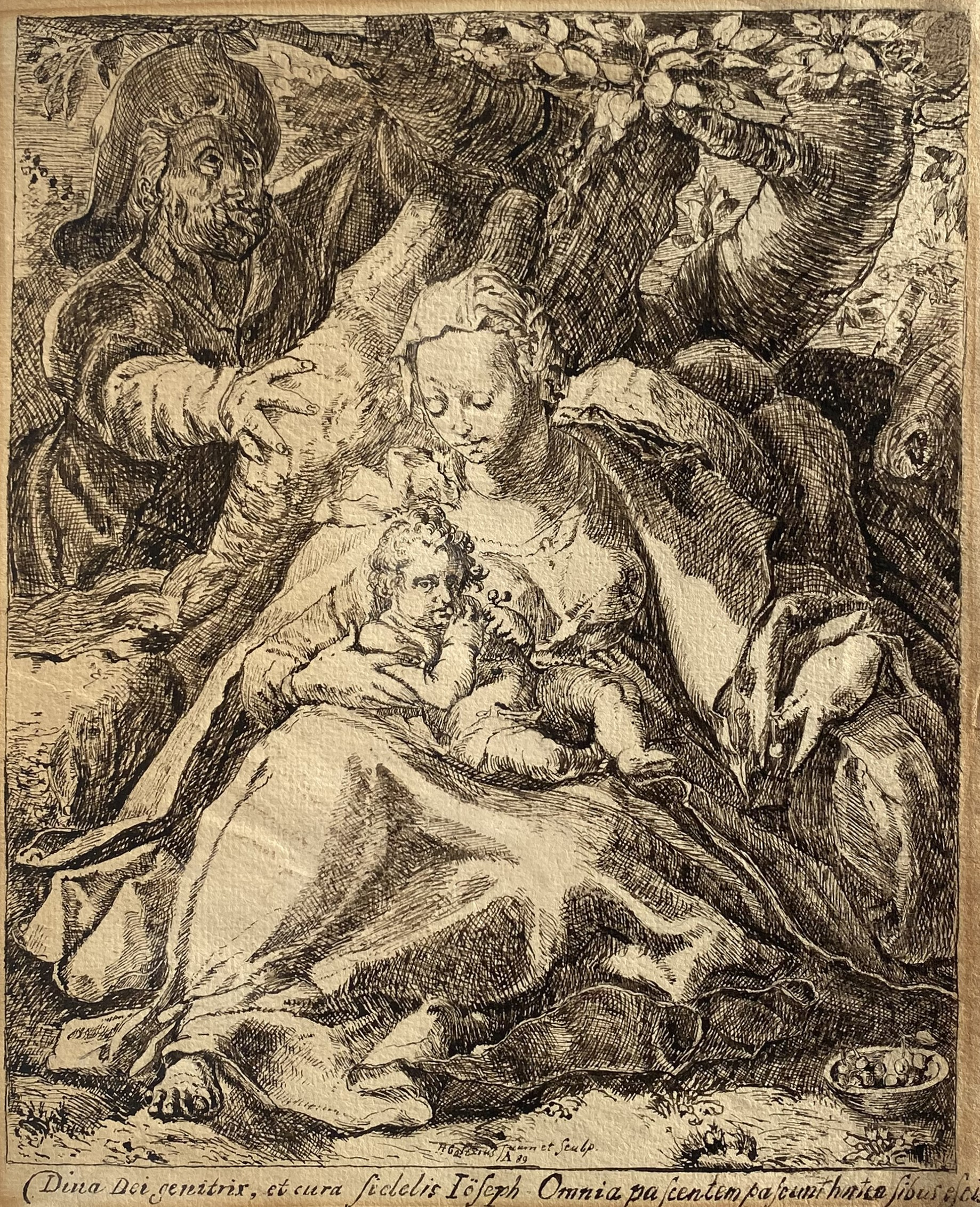
Diva Dei genitrix, et cura fidelis Ioseph. (Moeder Gods onder de hoede van Jozef), 1589.
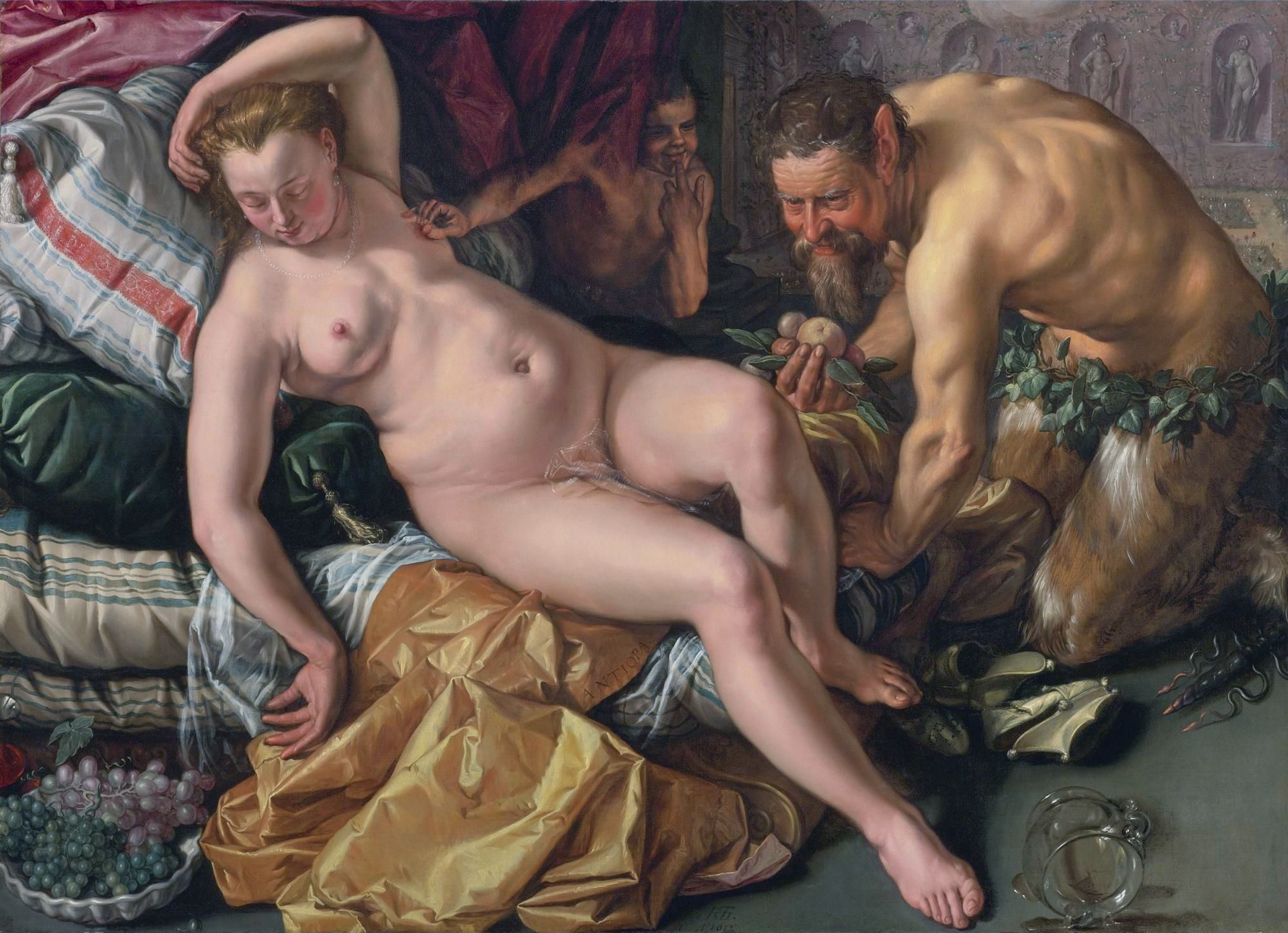
Jupiter besluipt Antiope in de gedaante van een sater
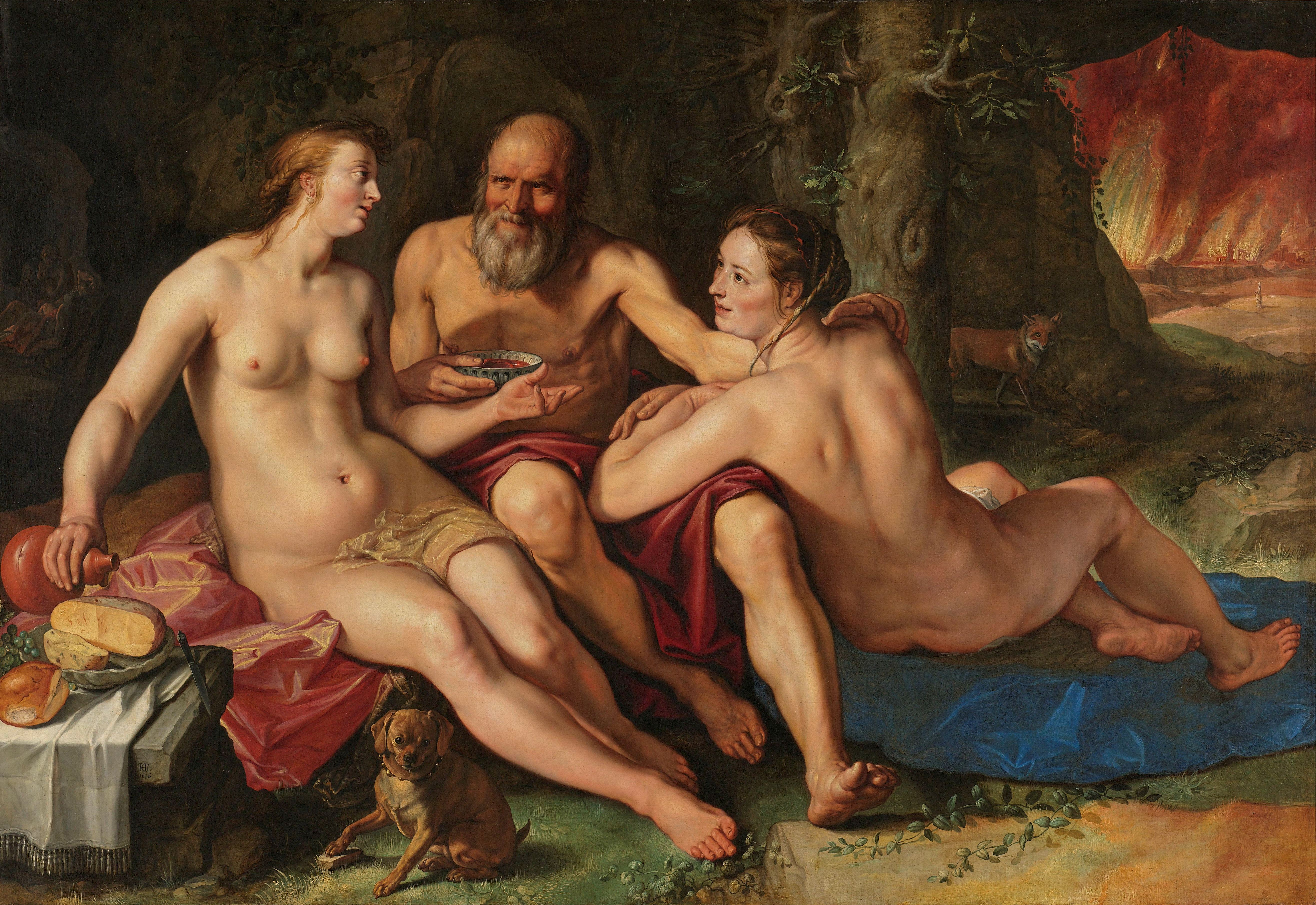
Lot en zijn dochters, 1616
De zondeval, 1616
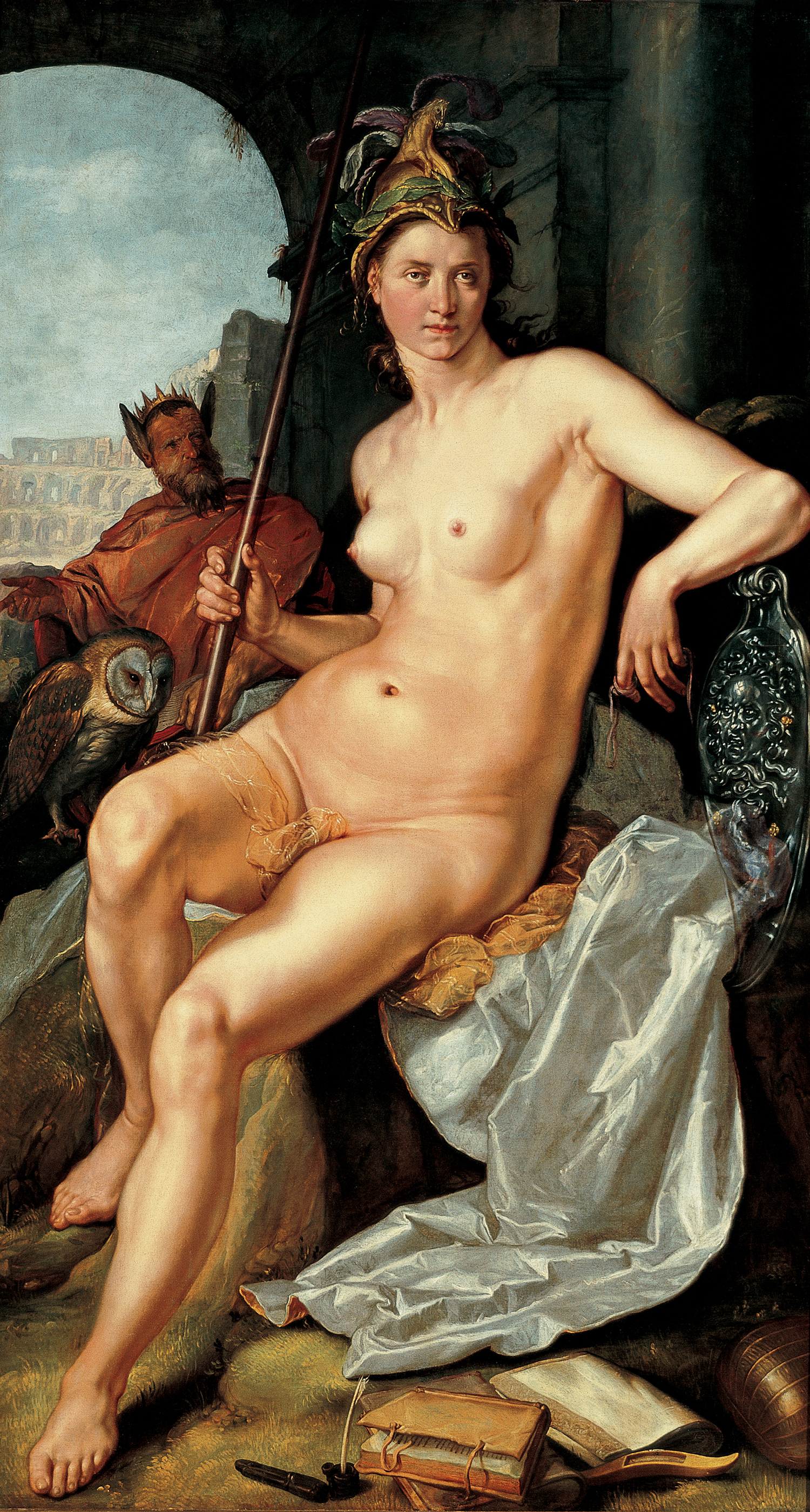
Minerva
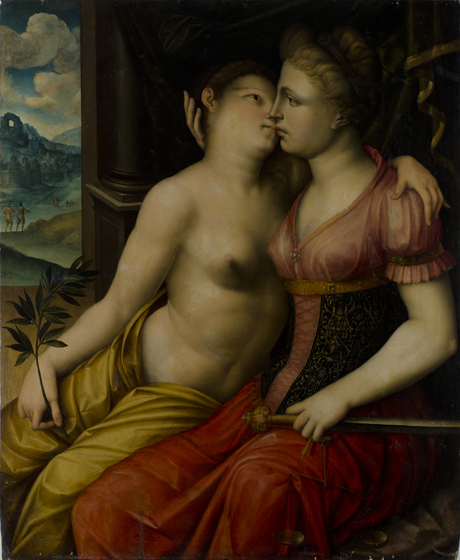
Oorlog en vrede
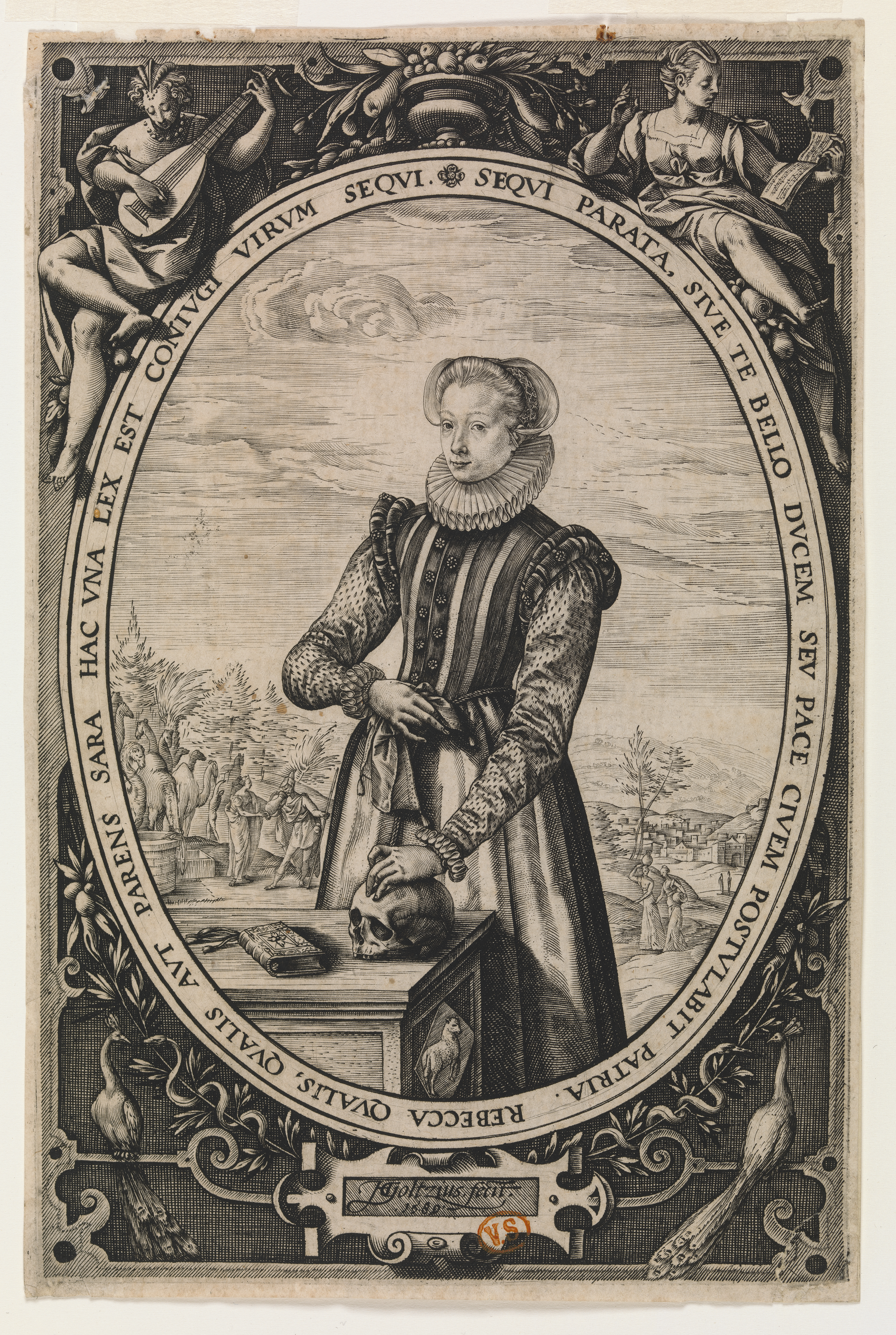
Portret van Josina Hamels, 1589. Musea Brugge.

## Trivia
Op het stadhuis van Venlo prijkt een medaillon van Hendrick Goltzius. De bedoeling was de beroemde Venlonaar Hubert Goltzius af te beelden, die de oom was van Hendrick. Goltzius was indertijd een bekende familie van kunstenaars, oorspronkelijk stammend uit Hinsbeck aan de Duitse kant van Venlo, waar Hubrecht von Hinsbeck, alias Goltzius, rond 1500 burgemeester en schilder was.

## Weblinks
- Objecten in het  Museum Boijmans Van Beuningen, Rotterdam
- Objecten in het  Rijksmuseum Amsterdam
- Werk van Goltzius op Artcyclopedia.
- Werk van Goltzius op Web Gallery of Art.
- Biografie en werken van Hendrick Goltzius op RKD-Nederlands Instituut voor Kunstgeschiedenis[9]

- Auckland Art Gallery Toi o Tāmaki: 131
- Art Gallery of South Australia: 3965
- Bibsys: 90683499
- Biblioteca Nacional de España: XX895006
- Bibliothèque nationale de France: cb122708353 (data)
- Biografisch Portaal: 01130062
- Catàleg d'autoritats de noms i títols de Catalunya: 981058523514506706
- CiNii: DA08921923
- Digitale Bibliotheek voor de Nederlandse Letteren: golt002
- Stuttgart Database of Scientific Illustrators 1450–1950: 2333
- Gemeinsame Normdatei: 118540610
- International Standard Name Identifier: 0000 0000 8098 5671
- KulturNav: c45ed317-c67d-46cb-b338-8fab83d7a35c
- Library of Congress Control Number: n50034471
- Nationale Bibliotheek van Letland: 000157872
- National Gallery of Victoria: 3436
- Nationale Bibliotheek van Tsjechië: jn20010525237
- Nationale bibliotheek van Australië: 35132597
- Nationale Bibliotheek van Israël: 987007271659105171
- Nationale Bibliotheek van Polen: a0000001917327
- Nationale en Universitaire bibliotheek Zagreb: 000112640
- Nederlandse Thesaurus van Auteursnamen: 06889015X
- Réseau des bibliothèques de Suisse occidentale: 02-A020285369
- RKD-Nederlands Instituut voor Kunstgeschiedenis: 32515
- LIBRIS: 210429
- SNAC: w6n87hdq
- Système universitaire de documentation: 031506682
- Museum of New Zealand Te Papa Tongarewa: 889
- Trove: 836474
- Union List of Artist Names: 500023327
- Virtual International Authority File: 19737376
- WorldCat: E39PCjG4jp7H67MmgfJkbm64mb